# Vitalij Hemeha
Vitalij Anatolijovyč Hemeha (in ucraino Віталій Анатолійович Гемега?; Stepanky, 10 gennaio 1994) è un calciatore ucraino, attaccante del Podillja.

## Carriera
Ha giocato nella massima serie dei campionati ucraino e polacco.

## Statistiche

### Presenze e reti nei club
Statistiche aggiornate al 26 giugno 2021.
| Stagione             | Squadra              | Campionato           | Campionato | Campionato | Coppe nazionali | Coppe nazionali | Coppe nazionali | Coppe continentali | Coppe continentali | Coppe continentali | Altre coppe | Altre coppe | Altre coppe | Totale | Totale |
| Stagione             | Squadra              | Comp                 | Pres       | Reti       | Comp            | Pres            | Reti            | Comp               | Pres               | Reti               | Comp        | Pres        | Reti        | Pres   | Reti   |
| -------------------- | -------------------- | -------------------- | ---------- | ---------- | --------------- | --------------- | --------------- | ------------------ | ------------------ | ------------------ | ----------- | ----------- | ----------- | ------ | ------ |
| 2011-2012            | Dinamo-2 Kiev        | 1L                   | 27         | 3          |                 | -               | -               |                    | -                  | -                  |             | -           | -           | 27     | 3      |
| 2012-2013            | Dinamo-2 Kiev        | 1L                   | 32         | 4          |                 | -               | -               |                    | -                  | -                  |             | -           | -           | 32     | 4      |
| 2013-2014            | Dinamo-2 Kiev        | 1L                   | 11         | 2          |                 | -               | -               |                    | -                  | -                  |             | -           | -           | 11     | 2      |
| 2014-2015            | Dinamo-2 Kiev        | 1L                   | 29         | 3          |                 | -               | -               |                    | -                  | -                  |             | -           | -           | 29     | 3      |
| Totale Dinamo-2 Kiev | Totale Dinamo-2 Kiev | Totale Dinamo-2 Kiev | 99         | 12         |                 | -               | -               |                    | -                  | -                  |             | -           | -           | 99     | 12     |
| 2015-2016            | Hoverla              | PL                   | 23         | 1          | CU              | 1               | 0               |                    | -                  | -                  |             | -           | -           | 24     | 1      |
| lug.-dic. 2016       | Wisła Płock          | EK                   | 8          | 0          |                 | -               | -               |                    | -                  | -                  |             | -           | -           | 8      | 0      |
| feb.-giu. 2017       | Olimpik Donec'k      | PL                   | 4          | 0          |                 | -               | -               |                    | -                  | -                  |             | -           | -           | 4      | 0      |
| 2017-2018            | Ruch Vynnyky         | 1L                   | 0          | 0          |                 | -               | -               |                    | -                  | -                  |             | -           | -           | 0      | 0      |
| 2018-feb. 2019       | Nyva Vinnycja        | 2L                   | 1          | 0          |                 | -               | -               |                    | -                  | -                  |             | -           | -           | 1      | 0      |
| 2020-2021            | Nyva Vinnycja        | 2L                   | 12         | 1          | CU              | 1               | 0               |                    | -                  | -                  |             | -           | -           | 13     | 1      |
| Totale carriera      | Totale carriera      | Totale carriera      | 147        | 14         |                 | 2               | 0               |                    | -                  | -                  |             | -           | -           | 149    | 14     |